# Diplotaxis assimilis
Diplotaxis assimilis är en skalbaggsart som beskrevs av Patricia Vaurie 1960. Diplotaxis assimilis ingår i släktet Diplotaxis och familjen Melolonthidae. Inga underarter finns listade i Catalogue of Life.